# Ahmed Hassan Diria
Ahmed Hassan Diria (ur. 13 lipca 1937 w Raha Leo, Zanzibar, zm. 13 marca 2005 w Niemczech) – polityk tanzański.
Od 1954 pracował w administracji państwowej, z przerwą na studia w Kolegium Filozoficznym w Ghanie (1958-1961). W latach 1964–1965 pełnił funkcję komisarza w okręgu Pemba, następnie przeniósł się do służby dyplomatycznej Tanzanii. Do 1989 był ambasadorem w wielu krajach, m.in. w Zairze, Egipcie i Indiach. W 1989 wszedł w skład rządu, w latach 1989-1994 był ministrem informacji, radia i telewizji, a 1990-1993 ministrem spraw zagranicznych. Sprawował także mandat deputowanego do parlamentu.
Ciężko chory, wyjechał na kurację do Niemiec, gdzie zmarł.